# Odorrana hainanensis
Espèce
Synonymes
- Rana hainanensis (Fei, Ye & Li, 2001)

Statut de conservation UICN

 VU B1ab(iii) : Vulnérable
Odorrana hainanensis est une espèce d'amphibiens de la famille des Ranidae.

## Répartition
Cette espèce est endémique du Sud et du Sud-Ouest de l'île de Hainan en République populaire de Chine. Elle se rencontre entre 200 et 900 m d'altitude.

## Étymologie
Son nom d'espèce, composé de hainan et du suffixe latin -ensis, « qui vit dans, qui habite », lui a été donné en référence au lieu de sa découverte, l'île de Hainan.

## Publication originale
- Fei, Ye & Li, 2001 : Descriptions of two new species of the genus Odorrana in China (Anura: Ranidae). Acta Zootaxonomica Sinica, vol. 26, no 1, p. 108-114.